# Львівська обласна рада депутатів трудящих V скликання
Львівська обласна рада депутатів трудящих п'ятого скликання — представничий орган Львівської області у 1955—1957 роках.
Нижче наведено список депутатів Львівської обласної ради 5-го скликання, обраних 27 лютого 1955 року в загальних та особливих округах. Всього до Львівської обласної ради 5-го скликання було обрано 83 депутати.
| Прізвище, ім'я, по-батькові      | Місто чи район           | Виборчий округ          | Посада                                                                                        | Примітки                     |
| -------------------------------- | ------------------------ | ----------------------- | --------------------------------------------------------------------------------------------- | ---------------------------- |
| Алюкін Іван Павлович             | Заболотцівський район    | Заболотцівський № 16    | обласний військовий комісар Львівської області                                                |                              |
| Бабійчук Ростислав Володимирович | місто Львів              | Залізничний № 72        | 2-й секретар Львівського обкому КПУ                                                           |                              |
| Бакун Софія Андріївна            | Олеський район           | Олеський № 37           | ланкова колгоспу імені Леніна Олеського р-ну                                                  |                              |
| Богданов Іван Іванович           | місто Львів              | Залізничний № 74        | начальник Львівського обласного управління внутрішніх справ                                   |                              |
| Бойко Костянтин Петрович         | місто Львів              | Червоноармійський № 67  | голова Львівського міськвиконкому                                                             |                              |
| Бушуєв Василь Сергійович         | місто Львів              | Червоноармійський № 66  | старший майстер-фрезерувальник Львівського заводу телеграфної апаратури                       |                              |
| Власенко Олександр Васильович    | Бібрський район          | Бібрський № 1           | начальник Львівського обласного управління сільського господарства                            |                              |
| Воскобійник Таїсія Петрівна      | місто Львів              | Ленінський № 58         | вчителька середньої школи № 4 міста Львова                                                    |                              |
| Гнидюк Микола Якимович           | Кам'янсько-Бузький район | Кам'янсько-Бузький № 23 | голова Кам'янсько-Бузького райвиконкому                                                       |                              |
| Головченко Григорій Іванович     | Красненський район       | Красненський № 26       | начальник управління Львівської залізниці                                                     |                              |
| Данилейченко Василь Дмитрович    | Золочівський район       | Золочівський № 20       | завідувач Львівського обласного відділу охорони здоров'я                                      |                              |
| Джугало Володимир Федорович      | Нестеровський район      | Нестеровський № 33      | секретар Львівського обкому КПУ                                                               |                              |
| Добровольський Семен Степанович  | Куликівський район       | Куликівський № 28       | 1-й секретар Куликівського райкому КПУ                                                        |                              |
| Дроб'язко Дарія Дмитрівна        | Куликівський район       | Куликівський № 29       | письменниця                                                                                   |                              |
| Дудикевич Богдан Корнилович      | місто Львів              | Сталінський № 62        | директор Львівського філіалу Центрального музею В.І.Леніна                                    |                              |
| Ейсмонт Михайло Архипович        |                          | особливий округ         | начальник штабу прикордонних військ КДБ при РМ СРСР Південно-Західного округу?, генерал-майор |                              |
| Єременко Степан Іванович         | Підкамінський район      | Підкамінський № 41      | завідувач Львівського обласного фінансового відділу                                           |                              |
| Єремко Ольга Іванівна            | Радехівський район       | Радехівський № 48       | голова Радехівського райвиконкому                                                             |                              |
| Зубко Віра Мойсеївна             | місто Львів              | Шевченківський № 78     | головний інженер Львівської картонажної фабрики                                               |                              |
| Зубов Василь Олексійович         |                          | особливий округ         | начальник Політуправління Прикарпатського військового округу, генерал-майор                   |                              |
| Іванців Євген Маркович           | місто Львів              | Сталінський № 60        | голова Сталінського райвиконкому міста Львова                                                 |                              |
| Караван Володимир Іванович       | Брюховицький район       | Брюховицький № 4        | голова Брюховицького райвиконкому                                                             |                              |
| Кіх Марія Семенівна              | Кам'янсько-Бузький район | Кам'янсько-Бузький № 24 | заступник голови Львівського облвиконкому                                                     |                              |
| Клюк Ганна Іллівна               | Винниківський район      | Винниківський № 11      | доярка колгоспу імені Леніна села Чишки Винниківського р-ну                                   |                              |
| Клячківська Віра Василівна       | Великомостівський район  | Великомостівський № 9   | завідувачка свиноферми колгоспу імені Шверника Великомостівського р-ну                        |                              |
| Коваль Федір Тихонович           | місто Львів              | Ленінський № 55         | 1-й секретар Львівського міськкому КПУ                                                        |                              |
| Козланюк Петро Степанович        | Винниківський район      | Винниківський № 10      | голова Львівського відділення Спілки радянських письменників України                          |                              |
| Колесса Микола Філаретович       | Бібрський район          | Бібрський № 2           | директор Львівської державної консерваторії імені Миколи Лисенка                              |                              |
| Конєв Іван Степанович            |                          | особливий округ         | командувач військ Прикарпатського військового округу, маршал Радянського Союзу                |                              |
| Кос Анатолій Йосипович           | місто Львів              | Шевченківський № 77     | голова правління Львівського відділення Спілки радянських композиторів України                |                              |
| Коссак Лідія Олексіївна          | місто Львів              | Червоноармійський № 69  | інженер Львівського відділу інституту «Теплоелектропроект»                                    |                              |
| Котко Полікарп Архипович         | Глинянський район        | Глинянський № 13        | завідувач Львівського обласного відділу народної освіти                                       |                              |
| Котович Володимир Іванович       | Золочівський район       | Золочівський № 19       | машиніст Золочівської електростанції                                                          |                              |
| Кошевський Петро Сидорович       | Рава-Руський район       | Рава-Руський № 46       | секретар Львівського обкому КПУ                                                               |                              |
| Крєпкий Костянтин Федотович      | Бродівський район        | Бродівський № 6         | голова Львівської обласної ради професійних спілок                                            |                              |
| Куць Катерина Петрівна           | Лопатинський район       | Лопатинський № 30       | голова Оплицької сільської ради Лопатинського р-ну                                            |                              |
| Кушнєрова Олександра Василівна   | Радехівський район       | Радехівський № 49       | секретар Львівського облвиконкому                                                             |                              |
| Лазуренко Михайло Костянтинович  | місто Львів              | Шевченківський № 76     | 1-й секретар Львівського обкому КПУ                                                           |                              |
| Левкут Теодор Семенович          | місто Львів              | Залізничний № 71        | токар Львівського паровозо-вагоноремонтного заводу                                            |                              |
| Ліщинська Теодора Теодорівна     | місто Львів              | Залізничний № 70        | вчителька середньої школи № 34 міста Львова                                                   |                              |
| Лобан Федір Макарович            |                          | особливий округ         | військовий політпрацівник військової частини 13700                                            |                              |
| Луник Микола Павлович            | Поморянський район       | Поморянський № 42       | голова правління Львівської облспоживспілки                                                   |                              |
| Максимович Микола Григорович     | місто Львів              | Ленінський № 59         | директор Львівського політехнічного інституту                                                 |                              |
| Маркевич Сидонія Григорівна      | Глинянський район        | Глинянський № 12        | голова Глинянської селищної ради                                                              |                              |
| Мельничук Юрій Степанович        | Перемишлянський район    | Перемишлянський № 39    | головний редактор журналу «Жовтень»                                                           |                              |
| Миргородський Петро Леонтійович  | Пустомитівський район    | Пустомитівський № 44    | 1-й заступник голови Львівського облвиконкому                                                 | вибув у 1956 році            |
| Мосейчук Герасим Федорович       | місто Львів              | Сталінський № 63        | заступник голови Львівського облвиконкому                                                     |                              |
| Найдьонов Павло Андрійович       | Буський район            | Буський № 7             | заступник голови Львівського облвиконкому                                                     |                              |
| Непопчук Володимир Тимофійович   | Немирівський район       | Немирівський № 32       | голова колгоспу імені Шевченка Немирівського р-ну                                             |                              |
| Нетименко Іван Іванович          | Рава-Руський район       | Рава-Руський № 47       | прокурор Львівської області                                                                   |                              |
| Новиков Федір Федорович          | місто Львів              | Залізничний № 73        | директор Львівського механізованого склозаводу                                                |                              |
| Овчаренко Михайло Микитович      | Сокальський район        | Сокальський № 51        | начальник Львівського обласного статистичного управління                                      |                              |
| Овчаренко Ольга Михайлівна       | місто Львів              | Червоноармійський № 64  | артистка Львівського театру імені Максима Горького                                            |                              |
| Одудько Тимофій Романович        | Нестеровський район      | Нестеровський № 34      | редактор газети «Львовская правда»                                                            |                              |
| Оліщук Петро Григорович          | Сокальський район        | Сокальський № 50        | завідувач тваринницької ферми колгоспу імені Конєва Сокальського р-ну                         |                              |
| Петровський Микола Іванович      | місто Львів              | Ленінський № 56         | завідувач кафедри політекономії Львівського державного університету імені Івана Франка        |                              |
| Петрух Євгенія Миколаївна        | Пустомитівський район    | Пустомитівський № 45    | ланкова колгоспу імені Калініна Пустомитівського р-ну                                         |                              |
| Петрушко Владислав Іванович      | Яворівський район        | Яворівський № 54        | голова Львівської обласної планової комісії                                                   |                              |
| Петченко Олександр Михайлович    | Забузький район          | Забузький № 18          | 1-й секретар Забузького райкому КПУ                                                           |                              |
| Пікар Іванна Іванівна            | Бродівський район        | Бродівський № 5         | вчителька Бродівської середньої школи № 1                                                     |                              |
| Романець Ольга Василівна         | Новояричівський район    | Новояричівський № 36    | голова Новояричівського райвиконкому                                                          |                              |
| Романицький Борис Васильович     | місто Львів              | Червоноармійський № 65  | артист Львівського театру імені Марії Заньковецької                                           |                              |
| Рудницький Олексій Іванович      | Поморянський район       | Поморянський № 43       | бригадир тракторної бригади Поморянської МТС                                                  |                              |
| Руський Іван Михайлович          | Новомилятинський район   | Новомилятинський № 35   | голова колгоспу імені 17 Вересня Новомилятинського р-ну                                       |                              |
| Сабан Ольга Іванівна             | Магерівський район       | Магерівський № 31       | ланкова колгоспу імені 17 Вересня села Замок Магерівського р-ну                               |                              |
| Сердюк Іван Давидович            | Краковецький район       | Краковецький № 25       | директор Краковецької МТС Краковецького р-ну                                                  |                              |
| Славінська Таїсія Федорівна      | Городоцький район        | Городоцький № 14        | головний зоотехнік Городоцької МТС                                                            |                              |
| Слюсаренко Віталій Андрійович    | місто Львів              | Червоноармійський № 68  | секретар Львівського обкому КПУ                                                               |                              |
| Сокіл Марія Йосипівна            | Заболотцівський район    | Заболотцівський № 17    | ланкова колгоспу імені Молотова Заболотцівського р-ну                                         |                              |
| Софінський Петро Іванович        | місто Львів              | Шевченківський № 75     | голова Шевченківського райвиконкому міста Львова                                              |                              |
| Степченко Федір Петрович         |                          | особливий округ         | член Військової Ради Прикарпатського військового округу, генерал-лейтенант                    |                              |
| Стефаник Семен Васильович        | Івано-Франківський район | Івано-Франківський № 21 | голова Львівського облвиконкому                                                               |                              |
| Трегуб Софія Гнатівна            | місто Львів              | Сталінський № 61        | науковий працівник Інституту охматдиту                                                        |                              |
| Уханський Василь Кирилович       | Підкамінський район      | Підкамінський № 40      | голова Підкамінського райвиконкому                                                            |                              |
| Федор Марія Іванівна             | Яворівський район        | Яворівський № 53        | ланкова колгоспу імені Ворошилова Яворівського р-ну                                           |                              |
| Федоренко Петро Миколайович      | Івано-Франківський район | Івано-Франківський № 22 | голова Львівського обласного суду                                                             |                              |
| Фесенко Галина Іванівна          | місто Львів              | Ленінський № 57         | швея Львівської швейної фабрики № 2                                                           |                              |
| Фольварочний Іліодор Онуфрійович | Великомостівський район  | Великомостівський № 8   | 1-й секретар Львівського обкому ЛКСМУ                                                         |                              |
| Чупрій Ганна Федорівна           | Красненський район       | Красненський № 27       | ланкова колгоспу імені Лесі Українки Красненського р-ну                                       |                              |
| Шевченко Володимир Григорович    | Перемишлянський район    | Перемишлянський № 38    | начальник Львівського обласного управління КДБ УРСР                                           |                              |
| Шинкарук Дмитро Феофанович       | Щирецький район          | Щирецький № 52          | агроном Щирецької МТС Щирецького р-ну                                                         |                              |
| Шпитяк Григорій Лаврентійович    | Городоцький район        | Городоцький № 15        | завідувач відділу Львівського обкому КПУ                                                      |                              |
| Юр Панас Романович               | Брюховицький район       | Брюховицький № 3        | редактор газети «Вільна Україна»                                                              |                              |
| Чуб Григорій Васильович          | Пуустомитівський район   | Пустомитівський № 44    | в.о. заступника голови Львівського облвиконкому                                               | дообраний 15 січня 1956 року |

14 березня 1955 року відбулася 1-а сесія Львівської обласної ради депутатів трудящих 5-го скликання. Головою облвиконкому обраний Стефаник Семен Васильович, 1-м заступником голови — Миргородський Петро Леонтійович, заступниками голови: Кіх Марія Семенівна та Мосейчук Герасим Федорович. Секретарем облвиконкому обрана Кушнєрова Олександра Василівна.
Обрано Львівський облвиконком у складі 11 чоловік: Стефаник Семен Васильович — голова облвиконкому; Миргородський Петро Леонтійович — 1-й заступник голови облвиконкому; Кіх Марія Семенівна — заступник голови облвиконкому; Мосейчук Герасим Федорович — заступник голови облвиконкому; Кушнєрова Олександра Василівна — секретар облвиконкому; Лазуренко Михайло Костянтинович — 1-й секретар Львівського обкому КПУ; Крєпкий Костянтин Федотович — голова Львівської обласної ради професійних спілок; Петрушко Владислав Іванович — голова Львівської обласної планової комісії; Бойко Костянтин Петрович — голова Львівського міськвиконкому; Маркевич Сидонія Григорівна — голова Глинянської селищної ради; Бушуєв Василь Сергійович — старший майстер-фрезерувальник Львівського заводу телеграфної апаратури.